# 송진섭
송진섭(宋振燮, 1949년 8월 13일 ~ )은 대한민국의 정치가이며, 제8·10대 경기도 안산시장을 역임하였다.

## 학력
- 서울경동국민학교 졸업
- 덕수중학교 졸업
- 덕수정보산업고등학교 졸업
- 수원가톨릭대학교 신학과 학사 졸업

### 학위
- 숭실대학교 대학원 노사조정학과 행정학 석사 졸업

## 경력
- 전국 금융노동조합연맹 제일은행지부분 11회장
- 한국 기독청년협의회 전국회장
- 안산 노동상담소 창립, 초대소장
- 생명과 환경을 지키는 안산시민의 모임 대표
- 신민주연합당 경기도 안산시·옹진군 지구당 위원장
- 1995.06 ~ 1995.09.11 민주당
- 1995.07 ~ 1998.06 제8대 경기도 안산시 시장
- 1995.09.11 ~ 1998.03 새정치국민회의
- 새마을운동 중앙협의회 기획단 단장
- 2002.07 ~ 2006.06 제10대 경기도 안산시 시장
- 2006.09 한성디지털대학 객원교수
- 2006.12 한양대학교 학연산클러스터 객원교수
- 경기테크노파크 이사장
- 2012.02.13 ~ 2014.05.19 새누리당
- 2014.05.19 ~ 2015.12.28 새정치민주연합
- 2015.12.28 ~ 2019.9.24 더불어민주당
- 2017.06.01 ~ 안산도시개발(주) 대표

## 수상
- 1997 전국 녹색공무원상

## 서적
- 사랑과 함께 험한 산을 넘었네
- 거짓이 보이면 진실도 보인다

## 역대 선거 결과
|  | 22.03% |

|  | 19.67% |

|  | 37.89% |

|  | 18.25% |

|  | 35.49% |

|  | 50.52% |

|  | 0% |

|  | 33.17% |

|  | 40.41% |